# Igrapiúna
Igrapiúna este un oraș în statul Bahia (BA) din Brazilia.